# Ai no Wakakusa Monogatari
«Маленькие женщины» (яп. 愛の若草物語 Ай но вакакуса моногатари, «История любви маленьких женщин») — аниме-сериал 1987 года, ставший 18-м в серии «Театр мировых шедевров». Сериал снят по роману Луизы Мэй Олкотт «Маленькие женщины».
Продолжение сериала вышло в 1993 году. Оно носит название «Маленькие женщины: Нан и Мисс Джо» (яп. 若草物語 ナンとジョー先生 Вакакуса Моногатари: Нан то Дзё:сэнсэй) и основано на книгах Луизы Мэй Олкотт о повзрослевших героинях.

## Сюжет
Мег, Джо, Бет и Эми — четыре любящие сестры Марч, живущие со своей матерью в Геттисберге во время гражданской войны. Их отец, военный врач, находится на фронте. После страшной битвы конфедераты прошли через их город и сожгли его вместе с их домом. Бездомные и нищие, они отправляются в Конкорд, где жила тетя отца. Марч надеются, что старушка поможет им. Девочки стараются приспособиться к новой жизни, сталкиваются со многими трудностями, и встречают новых друзей. Позже мистер Марч был ранен в бою и госпитализирован в Вашингтоне, а ближе к концу он возвращается к своей семье.

## Критика
В The Anime Encyclopedia сериал назван лучшей аниме-адаптацией романа Луизы Мэй Олкотт несмотря на, а может быть, даже во многом благодаря сильной перетасовке порядка событий, сделанной сценаристом Акирой Миядзаки. Например, начальные события книги происходят только в 18-20 сериях.